# Месса, Роберто
Роберто Месса (итал. Roberto Messa; род. 3 марта 1957, Брешиа) — итальянский шахматист, международный мастер (1985).
В составе сборной Италии участник 2-х Олимпиад (1982 и 1986).

## Изменения рейтинга
| Графики недоступны из-за технических проблем. См. информацию на Фабрикаторе и на mediawiki.org. |

## Книги
- 1001 Chess Exercises for Beginners, 2012, 144 с., ISBN 978-90-5691-397-7 (в соавторстве с Франко Масетти)